# تلنگ (مجموعه تلویزیونی سوئدی)
تلنگ (به سوئدی: Talang) نسخه سوئدی سری گات تلنت است که در آن خوانندگان، رقصندگان، طنزپردازان، نمایش‌های مختلف و سایر مجریان برای حمایت از مخاطبان و پول جایزه با یکدیگر به رقابت می‌پردازند. این نمایش به مدت پنج فصل از TV4، بین سال‌های ۲۰۰۷ و ۲۰۱۱، پیش از آنکه TV4 نمایش را در یک وقفه نامحدود قرار دهد، از پنج فصل پخش شد. دو سال بعد، در ۱۹ ژوئن ۲۰۱۳، TV3 اعلام کرد که حق این نمایش را به دست آورده‌اند و این نمایش را در بهار سال ۲۰۱۴ با نام تلنگ اسواریه دوباره آغاز می‌کنند. بعد از گذشت ۲ سال دیگر بدون یک فصل، در سال ۲۰۱۷، TV4 بار دیگر حق نمایش را به دست آورد و مجدداً این نمایش را با نام اصلی، تلنگ آغاز کرد.